# Francisco Cañete
Francisco Javier Cañete Ramírez (* 5. November 1976) ist ein ehemaliger chilenischer Fußballspieler.

## Karriere
Francisco Cañete begann seine Profikarriere 1994 bei CSD Colo-Colo, kam dort aber nicht zu seinem Debüt. Erst nach seinem Wechsel in die Segunda División zu Santiago Morning spielt er regelmäßig und schaffte 1998 den Aufstieg mit dem Team. Er blieb bis 2002 und wechselte zu Ligakonkurrent CD Cobresal. Nach einem Jahr bei Unión La Calera in der Segunda División kehrte er für sein letztes Karrierejahr in die Primera División zurück, wo er in der Apertura für Deportes La Serena und in der Clausura für Everton de Viña del Mar auflief.